# 平鯨岡
平鯨岡（たいらくじらおか）は、福島県いわき市の大字である。郵便番号は970-8027。

## 地理
いわき市中央部の平地区に属し、地区内中部に位置する。北で平幕ノ内、北東で平大室、南東で平鎌田、南西で夏井川を挟み平とそれぞれ隣接する。概ね町村制施行以前の磐城郡鯨岡村の流れを汲む地域である。夏井川の左岸部の平地に位置し宅地や水田が広がり、北東側の山際には用水路である小川江筋が流れる。内郷御厩町に所在するいわき中央警察署及び平字正内町に所在する平消防署がそれぞれ管轄にあたる。

### 河川
- 二級水系夏井川

### 主な字
字
- 林下
- 弥十郎
- 中根
- 石名坂
- 裏門

- 田中山
- 大街
- 洞口
- 河端

## 歴史
- 1879年1月27日 - 平藩領鯨岡村が福島県内における郡区町村制の施行により磐城郡の村となる。
- 1889年4月1日 - 町村制の施行により鯨岡村が四ツ波村、幕之内村、大室村、上平窪村、中平窪村、下平窪村、中塩村と合併し、磐城郡平窪村が発足する。旧鯨岡村域は平窪村の大字となる[4]。
- 1896年4月1日 - 磐城郡と周辺郡との合併により石城郡が発足し、石城郡平窪村となる。
- 1937年6月1日 - 平窪村が平町と合併して平市となり、平市の大字となる。
- 1966年10月1日 - 平市が磐城市・常磐市・内郷市・勿来市、石城郡小川町・遠野町・四倉町・川前村・田人村・好間村・三和村、双葉郡久之浜町・大久村と合併しいわき市となり、いわき市平地区の大字となる。

## 世帯数と人口
2023年10月31日現在の世帯数と人口は以下の通りである。
| 大字   | 世帯数  | 人口  |
| ------ | ------- | ----- |
| 平鯨岡 | 168世帯 | 359人 |

## 小・中学校の学区
市立小・中学校に通う場合、学区は以下の通りとなる。
| 番地 | 小学校                 | 中学校                 |
| ---- | ---------------------- | ---------------------- |
| 全域 | いわき市立平第二小学校 | いわき市立平第二中学校 |

## 交通

### 道路
- 一級市道下平窪鎌田線

## 施設
- 県営住宅鯨岡団地
- 三歳神社
- 羽黒神社